# Formica aserva
Formica aserva este o specie de furnică din familia Formicidae.